# Fleutiauxellus grandiniger
Fleutiauxellus grandiniger is een keversoort uit de familie kniptorren (Elateridae). De wetenschappelijke naam van de soort is voor het eerst geldig gepubliceerd in 2000 door Kim & Han in Kim, Han & Lee.